# スーパー・ブラックオニキス
『スーパー・ブラックオニキス』は、1987年に東京創元社より刊行されたゲームブック。コンピュータRPG「ザ・ブラックオニキス」を原作とする。著者は鈴木直人、イラストは鏡泰裕。1987年12月24日初版、ISBN 4-488-90901-9。なお、ファミリーコンピュータ用ソフト「スーパーブラックオニキス」と同一デザインのロゴを使用しているが、直接の関係はない。
本作は、主人公に加えて三人の仲間と共に冒険する、RPG風のパーティプレイを実現しているという特徴がある。手動でのパーティプレイはプレイヤーの手間が増大するという欠点があるが、本作は管理する項目を最小限に抑え、特に煩雑になりがちな戦闘を単純なものにするなど工夫を凝らし、ストレスなくプレイすることが可能になっている。また、パーティの仲間をある程度自由に選べることももう一つの特徴である。
ダンジョンは街を含めても合計8フロアと、鈴木の前作「ドルアーガの塔」と比較すると少なめだが、その分密度は高いものになっている。
なお、続編をほのめかすような終わり方をしているが、2017年現在まで音沙汰はない。なお、創土社より復刊予定（時期は未定）があり、仮題として「テンペスト1」と付けられている。

## あらすじ
9月30日、英雄を夢見る若者テンペストは、ある戦で敗れてウツロの街に流れ着いた。「呪われた街」と呼ばれるそこには、富と永遠の若さをもたらす秘宝「ブラックオニキス」が隠されているといい、それを探し求めて冒険者たちが集っている。テンペストはブラックオニキスを求めるうちにやがて、街を覆う呪いが邪悪な司法官マサイヤによるものと知り、仲間と共にマサイヤに立ち向かっていくことになる。

## システム

### 日数制限
ゲーム開始時の日付は9月30日となっており、ダンジョンを攻略する、宿屋で一泊する等のタイミングで一日ずつ経過していく。10月20日になるとマサイヤの野望が達成され、ウツロの街が魔界と化してしまい、その時点でゲームオーバーとなる。また、ある程度日数が経過しないと発生しないイベントもいくつか用意されている。

### ダンジョン
レベル1 - 5の五つの迷宮と、最終ダンジョンとなるブラックタワーが存在する。レベル1 - 3はそれぞれ一人用 - 三人用、レベル4以降は四人用となっていて、それぞれ必要な人数をそろえていないと挑むことができない。
これらのダンジョンは全てウツロの町内部にその入り口が存在し、条件さえ満たせば何度でも挑むことができる。その際、宝物の類は繰り返し入手できないが、モンスターは復活しているので、経験値や金貨を稼ぐことができる。ただし、ダンジョンに一回挑む毎に一日が経過するので、無限に稼げるわけではない。
レベル1 - 5の各迷宮には脱出路が用意されており、ウツロの井戸に通じる地下水路がそれである。地下水路は流れが速く、脱出の際体力の残っていないメンバーは溺れて死亡してしまう。

### パーティ
ウツロの街では基本的に主人公一人で行動するが、ダンジョンに挑む際には仲間と合流する。また、酒場や宿屋などで合流することもある。戦闘の際には、魔術師以外の三人が武器で戦い、その後魔法を選択する、という手順を踏む。
ダンジョン内であるメンバーが体力を全て失っても、戦闘に参加できなくなるだけですぐには死亡しない。これは、会話の度に生死をチェックする不便を省いた上で、「死んだはずの仲間が突然しゃべり出す」矛盾を防ぐためである。ただし、パーティの全員が体力を全て失うとゲームオーバーとなる。
前述の通り、体力を全て失ったメンバーは水路で脱出する際に溺れて死亡してしまう。これは主人公も例外ではない。死亡したメンバーを蘇らせるには、それぞれのメンバーに対応した「生き返りの薬」が必要になり、これはウツロや各迷宮で入手できる。生き返るまではそのメンバーが必要になるダンジョンの探索はできず、また生き返る度に体力の上限が低下していく。
主人公が死亡したときに主人公用の生き返りの薬を所持していない場合、また主人公一人で行動していて仲間がそばにいない状況で死亡した場合は、ゲームオーバーとなる。

#### 仲間の選択
A戦士（主人公）、B戦士（2人目の仲間）、C魔術師（3人目の仲間）、D戦士（4人目の仲間）の4名が登場。始めはA戦士のみだが、ゲームが進むと仲間が増えてゆく。仲間も主人公同様に経験を積む事で成長し、装備を新調することで強くすることも出来るが、その費用は全て主人公が出さねばならない。
B戦士は3人いる盗賊の中から、C魔術師は同じく3人いる魔術師の中から、それぞれ1人を選んで仲間にする。それぞれの仲間は、能力値やあらかじめ持っている道具などに違いがある。選んだ仲間によって項目を分岐させると項目数が膨大になってしまうので、これを防ぐ手段として、誰を選んでも同じ名前になるようにし、基本的な性格も共通とした上で、要所要所で分岐させることで個性を表現している。なお、D戦士については選択肢は無く1人の人物しか居ないが、その時点までのA戦士とB戦士の成長度合いによって初期能力値が変化する。

#### 戦闘
本作の特徴的なシステムの1つ。本作の戦闘は「ドルアーガ」と同様に攻撃側の「攻撃力＋サイコロ」と防御側の「防御力＋サイコロ」の比較で行うが、主人公側の攻撃が命中すれば敵は一撃で倒される（例外あり）。敵の攻撃が命中しても指定されたダメージポイント分の体力ポイントを失うだけである。このため多くの場合敵は複数で登場し、その数に応じたモンスターシートを戦闘に使用して残数を管理する。敵が単一だった場合はたった一度の攻撃が命中しただけで主人公側の勝利となる。
一見主人公側に有利過ぎるようにも見えるが、敵の攻撃力・防御力はやや高めに設定され、また主人公側のダンジョン内における体力の回復は物語後半になるまで一切出来ないため、連戦による全滅の可能性は決して低くはない。

### チェックシート
アドベンチャーシートには<A-1> <C-5>といったチェック用のマス目が用意してあり、これらをフラグ管理に用いる（例えば、鍵を拾ったときに<A-1>にチェックさせるとする。その鍵が必要となったときに<A-1>にチェックがあるかどうかで分岐させる）。
この方式は、例えば
あなたは王冠と杖を持っているだろうか？両方あれば三三五へ、どちらか片方しかなければ一五六へ、どちらも持っていなければ三一一へ、それぞれ進め。
とすると、プレイヤーは即座に王冠と杖が必要になることを察知してしまう。これを、
<B-5>と<G-3>の両方にチェックがあれば三三五へ、どちらか片方しか……（以下略）
とすることで、ある程度情報を隠蔽しつつ分岐させることができる。上記の利点に対し、文面が無機質になる、誤記・誤植によって容易にゲームが破綻してしまう、等のデメリットも存在する。

### マッパー
マッパーと呼ばれる、迷宮内で現在値の座標を表示する道具が冒険の過程で入手できる。
便宜上、マッパーを入手する前でも座標は示されるが、「BXAY」のように一見意味不明な文字列で表記されるため、実際に入手して使い方を知るまでは役に立たない。

## 主な登場人物
テンペスト
本作の主人公で、本文中では「あなた」あるいは「A戦士」と表される。筋骨隆々とした赤毛の戦士で、多くの冒険者の例にもれず富と名声を求める野心家である。
自身の怒り・恨み・悲しみ等の負のエネルギーを溜め込む特異体質で、赤毛を「トウモロコシ」とからかわれるとそれが引き金になってエネルギーを放出し、狂戦士化する。
バムブーラ
最初の仲間(B戦士)となる盗賊。太っちょ、長身、小柄な男の三人から選ぶことになり、後の者ほど能力が高く、より役に立つ発言をするが、日数が経たないと出現しない。どのキャラクターもお調子者だが、小柄な男以外には「臆病」、太っちょの場合は「大食い」という特徴が加わる。三人のうち二人は「主張したいことがあるとくしゃみが出る」という癖を持ち、本文中の表記から決まったパラグラフへ飛びヒントを聞くことができる。
シモン
マサイヤに囚われていた魔術師。C魔術師として仲間に加わる。老人、壮年、若者の三人から選ぶことになり、やはり後の者ほど能力が高いが、バムブーラと比べると明快な性能差と言うよりもメリット・デメリットを選択できるレベルである。またバムブーラと違いキャラクター毎の性格の差は特になく、いずれも寡黙な性格。
タラミス
マサイヤ打倒のため、僧会が呼び寄せた女戦士であり、黒騎士に捕まり火あぶりにされかかったところをテンペストたちに救われる。D戦士として仲間に加わる。聖職者としての力も持っており、祈りで仲間の傷を癒すことが出来る。明るく屈託のない性格。露出度の高い鎧を着用している。
リメイク作品である「ブラックオニキス・リビルド」においてはデザインが一新され、セミロングの髪にボーイッシュな服装の少女となっている
マサイヤ
ウツロの街を支配する邪悪なる司法官で、邪神の力により高い魔力と戦闘力を兼ね備えている。ブラックオニキスを求める冒険者たちを自分の野心の障壁として忌み嫌い、様々な手段で排除する方策を打ち立てている。
黒騎士
マサイヤの忠実な配下である呪われた兵士たち。ウツロの街の各地を警邏しており、住民とトラブルを起こしたり、彼らが居る場面でその意にそぐわぬ行動を取ってしまうと高確率で逮捕され、マサイヤの前に引き出されてしまう。またダンジョン内においてもしばしば敵として出現する。

## その他

### バグ
本作の初版本には、誤記・誤植による選択肢の不整合（プログラムのバグに当たる）がいくつか存在し、ゲーム進行を妨げている。

### 電子書籍化によるリメイク
幻想迷宮書店より「ブラックオニキス・リビルド」のタイトルで電子書籍化され、2017年12月21日からAmazon Kindleにて配信開始。
挿画とキャラクターデザインが虎井安夫に変更された他、一部アイテムの値段や性能、「ウツロ」の名が全て「ウトロ」になるなど、本文中にも若干の調整・変更箇所が存在する。
挿画家の変更に伴い、書籍版に存在したシーンの挿絵が数点削除され、「ドルアーガの塔」からゲスト出演しているキャラクターたちの登場シーンに挿絵が追加されている。